# Wanderson de Souza
Wanderson de Souza é um quadrinista e ilustrador brasileiro. Já participou das coletâneas São Paulo dos Mortos e Nanquim Descartável, e o coletivo de quadrinhos online Petisco, além de ter sido o desenhista da adaptação para os quadrinhos de Sonhos de Uma Noite de Verão (escrita por Lillo Parra) e do romance gráfico KM Blues (escrito por Daniel Esteves e colorizado por Wagner de Souza, irmão de Wanderson). Com KM Blues, Wanderson ganhou o 25º Troféu HQ Mix na categoria "melhor publicação independente edição única"